# 아킬레스 수

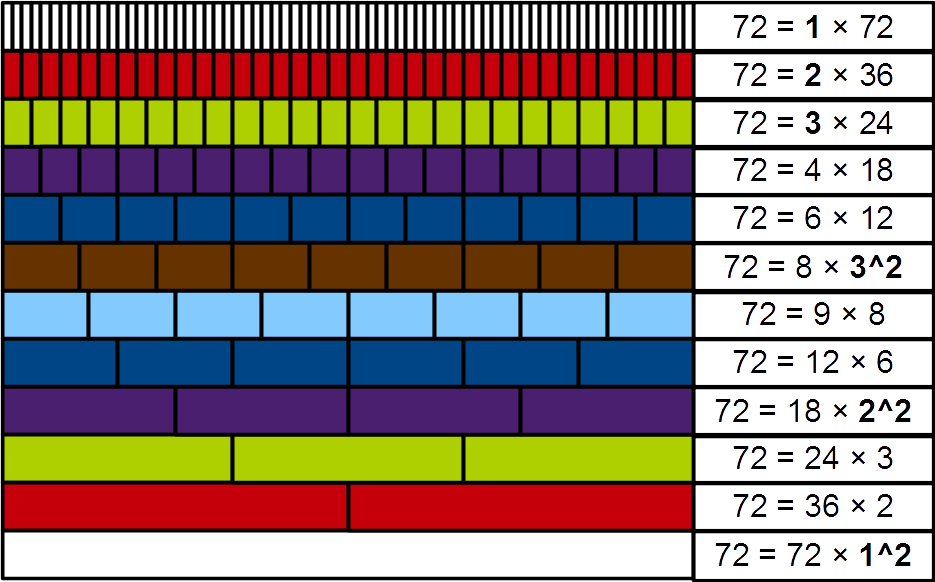

아킬레스 수(영어: Achilles number)는 모든 소인수에 거듭제곱이 포함된 강력수 중 거듭제곱수가 아닌 수로, ‘강력하지만 완벽하지는 않은 수’를 의미한다. 즉, 어떤 자연수에 “소인수가 두 개 이상이고, 그 자연수의 모든 소인수가 거듭제곱이지만, 지수가 서로소인 경우”를 아킬레스 수로 정의한다.

## 아킬레스 수의 예
예로, 72는 소인수분해하면 {\displaystyle 2^{3}\times 3^{2}}이다. 소인수가 2, 3으로 2개이고, 두 소인수의 지수가 모두 2 이상이지만 서로소다. 따라서 72는 아킬레스 수다.
1만보다 작은 아킬레스 수는 다음과 같다. (OEIS의 수열 A052486)
72, 108, 200, 288, 392, 432, 500, 648, 675, 800, 864, 968, 972, 1125, 1152, 1323, 1352, 1372, 1568, 1800, 1944, 2000, 2312, 2592, 2700, 2888, 3087, 3200, 3267, 3456, 3528, 3872, 3888, 4000, 4232, 4500, 4563, 4608, 5000, 5292, 5324, 5400, 5408, 5488, 6075, 6125, 6272, 6728, 6912, 7200, 7688, 7803, 8575, 8712, 8748, 8788, 9000, 9248, 9747, 9800, …

## 같이 보기
- 거듭제곱수